# Надкрилова кост
Надкриловата кост е шевова кост на точката птерион. Началото на надкриловата кост е от клиновидната фонтанела. Намира се между костите голямо крило на клиновидната кост, челна кост, теменна кост и слепоочна кост.
Тази статия включва част от текста за редакция на обществено достояние на Анатомията на Грей.